# Potato Patch Plan
Der Potato Patch Plan war ein kommunales Landwirtschaftsprojekt in der US-amerikanischen Stadt Detroit.
1895 hatte der Bürgermeister von Detroit, Hazen S. Pingree, eine innovative Idee, wie man die Konsequenzen der ökonomischen Depression in den Griff bekommen kann. Das war der sogenannte „Mayor Pingree’s Potato Patch Plan“. Er bat die Besitzer von leer stehendem Grund, jenen für die Armen für den Anbau von Kartoffeln und Gemüse zur Verfügung zu stellen. Die Pflanzen bzw. Samen wurden gratis verteilt, sodass die bedürftigen und arbeitslosen Menschen ihre Nahrungsmittel selber anpflanzen konnten.
Im Jahr 1894 bewarben sich 3000 Familien beim städtischen Landwirtschaftskomitee um die Möglichkeit, ein Stück Land zu bewirtschaften, doch aufgrund der Budgetgrenzen konnte nur an 945 Familien Land zugeteilt werden. Der Bürgermeister berichtete, dass die bedürftigen Menschen um die Möglichkeit, ein Stückchen Land zu bekommen, fast zu kämpfen begannen.
In der Zeitspanne von ein paar Jahren wurden 6000 Kartoffelfelder bewirtschaftet. Das Prinzip verbreitete sich, einige andere Städte wandten es nach Detroiter Vorbild an. Der Bürgermeister wurde unter dem Spitznamen „Potato Patch Pingree“ amerikaweit bekannt.